# Achyrospermum scandens
Achyrospermum scandens là một loài thực vật có hoa trong họ Hoa môi. Loài này được Polhill mô tả khoa học đầu tiên năm 2009.